# 831-es busz
A 831-es jelzésű elővárosi autóbusz Solymár, Templom tér és Pilisszántó, autóbusz-forduló közlekedik.

## Története
A járatot 2020. augusztus 24-én indították.

## Útvonala
| Pilisszántó, autóbusz-forduló felé | Solymár, Templom tér felé |
| --- | --- |
| Solymár, Templom tér vá. – Dózsa György utca – József Attila utca – Mátyás király utca – Vasút utca – Solymár, vasútállomás, forduló – Vasút utca – Terstyánszky Ödön utca – Pilisszentiván, Tópart utca – Szabadság út – – Pilisvörösvár, Fő utca – Vasút utca – Pilisvörösvár, vasútállomás, forduló – Vasút utca – Fő utca – Szabadság utca – Kisfaludy utca – Szent Erzsébet utca – 11108-as számú út – Pilisszántó, Vörösmarty utca – Kossuth Lajos utca – Pilisszántó, autóbusz-forduló vá. | Pilisszántó, autóbusz-forduló vá. – Kossuth Lajos utca – Vörösmarty utca – 11108-as számú út – Szent Erzsébet utca – Kisfaludy utca – Szabadság utca – Fő utca – Fő utca – Vasút utca – Pilisvörösvár, vasútállomás, forduló – Vasút utca – Fő utca – – Pilisszentiván, Szabadság út – Tópart utca – Solymár, Terstyánszky Ödön utca – Vasút utca – Solymár, vasútállomás, forduló – Vasút utca – Mátyás király utca – József Attila utca – Dózsa György utca – Solymár, Templom tér vá. |

## Megállóhelyei
| 831 (Solymár, Templom tér – Pilisvörösvár – Pilisszántó, autóbusz-forduló) | 831 (Solymár, Templom tér – Pilisvörösvár – Pilisszántó, autóbusz-forduló) | 831 (Solymár, Templom tér – Pilisvörösvár – Pilisszántó, autóbusz-forduló) | 831 (Solymár, Templom tér – Pilisvörösvár – Pilisszántó, autóbusz-forduló) | 831 (Solymár, Templom tér – Pilisvörösvár – Pilisszántó, autóbusz-forduló) | 831 (Solymár, Templom tér – Pilisvörösvár – Pilisszántó, autóbusz-forduló) | 831 (Solymár, Templom tér – Pilisvörösvár – Pilisszántó, autóbusz-forduló) | 831 (Solymár, Templom tér – Pilisvörösvár – Pilisszántó, autóbusz-forduló) |
| Sorszám (↓)                                                                | Sorszám (↓)                                                                | Sorszám (↓)                                                                | Megállóhely                                                                | Sorszám (↑)                                                                | Sorszám (↑)                                                                | Sorszám (↑)                                                                | Átszállási kapcsolatok                                                     |
| -------------------------------------------------------------------------- | -------------------------------------------------------------------------- | -------------------------------------------------------------------------- | -------------------------------------------------------------------------- | -------------------------------------------------------------------------- | -------------------------------------------------------------------------- | -------------------------------------------------------------------------- | -------------------------------------------------------------------------- |
| 0                                                                          | 0                                                                          | 0                                                                          | Solymár, Templom tér végállomás                                            | 29                                                                         | 26                                                                         | 24                                                                         | 64, 64A, 64B, 164, 164B                                                    |
| 1                                                                          | 1                                                                          | 1                                                                          | Solymár, Dózsa György utca                                                 | 28                                                                         | 25                                                                         | 23                                                                         | 64, 64A, 64B, 164, 164B                                                    |
| 2                                                                          | 2                                                                          | 2                                                                          | Solymár, községháza                                                        | 27                                                                         | 24                                                                         | 22                                                                         | 64, 64A, 64B, 164, 164B, 264                                               |
| 3                                                                          | 3                                                                          | 3                                                                          | Solymár, temető                                                            | 26                                                                         | 23                                                                         | 21                                                                         | 64, 64B, 164B 830, 832                                                     |
| 4                                                                          | 4                                                                          | 4                                                                          | Solymár, vasútállomás                                                      | 25                                                                         | 22                                                                         | 20                                                                         | 64, 64B, 164B 830, 832 S72 Z72 S76                                         |
| 5                                                                          | 5                                                                          | 5                                                                          | Solymár, temető                                                            | 24                                                                         | 21                                                                         | 19                                                                         | 64, 64B, 164B 830, 832                                                     |
| 6                                                                          | 6                                                                          | 6                                                                          | Solymár, Pilisvörösvári út                                                 | 23                                                                         | 20                                                                         | 18                                                                         | 164, 164B, 264 830, 832                                                    |
| 7                                                                          | 7                                                                          | 7                                                                          | Solymár, Váci Mihály utca                                                  | 22                                                                         | 19                                                                         | 17                                                                         | 164, 164B, 264 830, 832                                                    |
| 8                                                                          | 8                                                                          | 8                                                                          | Solymár, PEMÜ                                                              | 21                                                                         | 18                                                                         | 16                                                                         | 164, 164B, 264 830, 832 S72                                                |
| 9                                                                          | 9                                                                          | 9                                                                          | Solymár, Hold utca                                                         | 20                                                                         | 17                                                                         | 15                                                                         | 830, 832                                                                   |
| 10                                                                         | 10                                                                         | 10                                                                         | Solymári kőfaragó                                                          | 19                                                                         | 16                                                                         | 14                                                                         | 830, 832                                                                   |
| Solymár–Pilisszentiván közigazgatási határa                                |                                                                            |                                                                            |                                                                            |                                                                            |                                                                            |                                                                            |                                                                            |
| 11                                                                         | 11                                                                         | 11                                                                         | Pilisszentiván, PEVDI                                                      | 18                                                                         | 15                                                                         | 13                                                                         | 830, 832                                                                   |
| 12                                                                         | 12                                                                         | 12                                                                         | Pilisszentiván, községháza                                                 | 17                                                                         | 14                                                                         | 12                                                                         | 830, 832                                                                   |
| 13                                                                         | 13                                                                         | 13                                                                         | Pilisszentiván, Szabadság út 85.                                           | 16                                                                         | 13                                                                         | 11                                                                         | 830, 832                                                                   |
| 14                                                                         | 14                                                                         | 14                                                                         | Pilisszentiván, Szabadság út 126.                                          | 15                                                                         | 12                                                                         | 10                                                                         | 830, 832                                                                   |
| 15                                                                         | 15                                                                         | 15                                                                         | Pilisszentiván, Szabadság út 194.                                          | 14                                                                         | 11                                                                         | 9                                                                          | 830, 832                                                                   |
| Pilisszentiván–Pilisvörösvár közigazgatási határa                          |                                                                            |                                                                            |                                                                            |                                                                            |                                                                            |                                                                            |                                                                            |
| 16                                                                         | 16                                                                         | 16                                                                         | Pilisvörösvár, vasútállomás                                                | 13                                                                         | 10                                                                         | 8                                                                          | 799, 821, 830, 856, 8516, 8520, 8521 S72 Z72 S76                           |
| 17                                                                         | 17                                                                         | 17                                                                         | Pilisvörösvár, vasútállomás bejárati út                                    | 12                                                                         | 9                                                                          | 7                                                                          | 799, 800, 821, 856                                                         |
| 18                                                                         | 18                                                                         | 18                                                                         | Pilisvörösvár, kultúrház                                                   | 11                                                                         | 8                                                                          | 6                                                                          | 799, 800, 815, 820, 821, 856                                               |
| 19                                                                         | 19                                                                         | 19                                                                         | Pilisvörösvár, Eperjesi utca                                               | 10                                                                         | 7                                                                          | 5                                                                          | 820, 821                                                                   |
| 20                                                                         | 20                                                                         | 20                                                                         | Pilisvörösvár, Csokonai utca                                               | 9                                                                          | 6                                                                          | 4                                                                          | 820, 821 S72 S76                                                           |
| 21                                                                         | 21                                                                         | 21                                                                         | Pilisvörösvár, Karátsonyi-liget                                            | 8                                                                          | 5                                                                          | 3                                                                          | 820, 821                                                                   |
| ∫                                                                          | ∫                                                                          | ∫                                                                          | Pilisvörösvár, Nyár utca                                                   | 7                                                                          | ∫                                                                          | 2                                                                          |                                                                            |
| ∫                                                                          | ∫                                                                          | ∫                                                                          | Pilisvörösvár, Dugonics utca                                               | 6                                                                          | ∫                                                                          | 1                                                                          |                                                                            |
| ∫                                                                          | 22                                                                         | 22                                                                         | Pilisvörösvár, Bocskay utca induló végállomás                              | 5                                                                          | ∫                                                                          | 0                                                                          |                                                                            |
| ∫                                                                          | 23                                                                         | 23                                                                         | Pilisvörösvár, Dugonics utca                                               | ∫                                                                          | ∫                                                                          |                                                                            |                                                                            |
| ∫                                                                          | 24                                                                         | 24                                                                         | Pilisvörösvár, Nyár utca érkező végállomás                                 | ∫                                                                          | ∫                                                                          |                                                                            |                                                                            |
| 22                                                                         | 25                                                                         |                                                                            | Pilisvörösvár, Szent Erzsébet Otthon                                       | ∫                                                                          | ∫                                                                          | 820, 821                                                                   |                                                                            |
| Pilisvörösvár–Pilisszántó közigazgatási határa                             |                                                                            |                                                                            |                                                                            |                                                                            |                                                                            |                                                                            |                                                                            |
| 23                                                                         | 26                                                                         |                                                                            | Pilisszántó, kishíd                                                        | 4                                                                          | 4                                                                          |                                                                            | 820, 821                                                                   |
| 24                                                                         | 27                                                                         | Pilisszántó, Vörösmarty utca 43.                                           | 3                                                                          | 3                                                                          | 820, 821                                                                   |                                                                            |                                                                            |
| 25                                                                         | 28                                                                         | Pilisszántó, posta                                                         | 2                                                                          | 2                                                                          | 820, 821                                                                   |                                                                            |                                                                            |
| 26                                                                         | 29                                                                         | Pilisszántó, községháza                                                    | 1                                                                          | 1                                                                          | 820, 821                                                                   |                                                                            |                                                                            |
| 27                                                                         | 30                                                                         | Pilisszántó, autóbusz-forduló végállomás                                   | 0                                                                          | 0                                                                          | 820, 821                                                                   |                                                                            |                                                                            |